# Gelatina de almendra

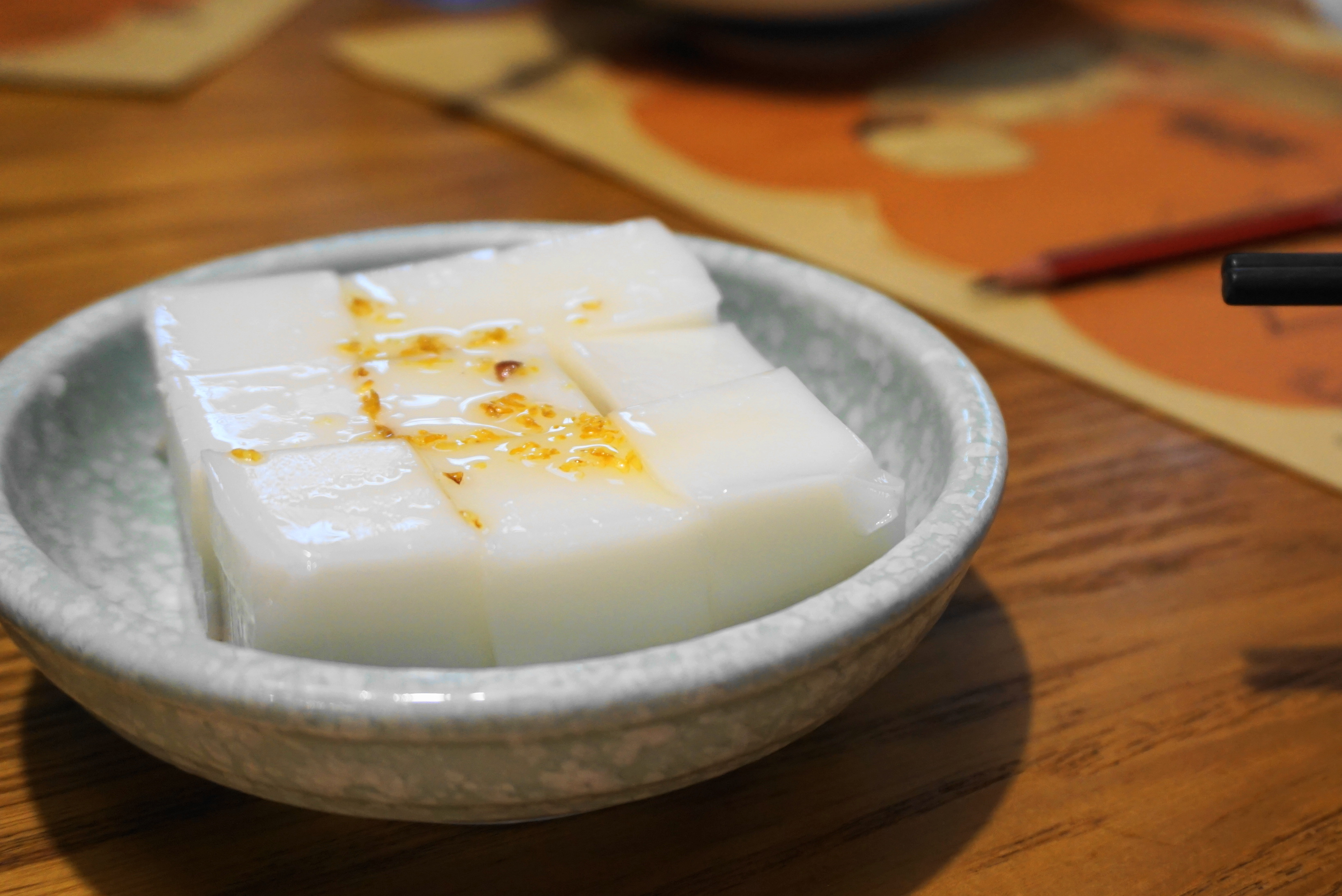
Annin tofu con aderezo de miel de Osmanthus.

La gelatina de almendra es un postre popular en Hong Kong, Taiwán, Singapur y Japón, presente a menudo en los restaurantes de dim sum de todo el mundo. Puede hacerse usando una mezcla instantánea o desde cero. También puede comerse solo o con fruta.